# Эран (Канталь)
Эра́н (фр. Ayrens, окс. Airen) — коммуна во Франции, находится в регионе Овернь. Департамент — Канталь. Входит в состав кантона Ларокбру. Округ коммуны — Орийак.
Код INSEE коммуны — 15016.
Коммуна расположена приблизительно в 430 км к югу от Парижа, в 110 км юго-западнее Клермон-Феррана, в 12 км к северо-западу от Орийака.

## Население
Население коммуны на 2008 год составляло 557 человек.
| 1962 | 1968 | 1975 | 1982 | 1990 | 1999 | 2008 |
| ---- | ---- | ---- | ---- | ---- | ---- | ---- |
| 497  | 505  | 444  | 544  | 545  | 494  | 557  |

## Экономика
В 2007 году среди 339 человек в трудоспособном возрасте (15—64 лет) 255 были экономически активными, 84 — неактивными (показатель активности — 75,2 %, в 1999 году было 64,4 %). Из 255 активных работали 242 человека (129 мужчин и 113 женщин), безработных было 13 (7 мужчин и 6 женщин). Среди 84 неактивных 20 человек были учениками или студентами, 42 — пенсионерами, 22 были неактивными по другим причинам.

## Фотогалерея

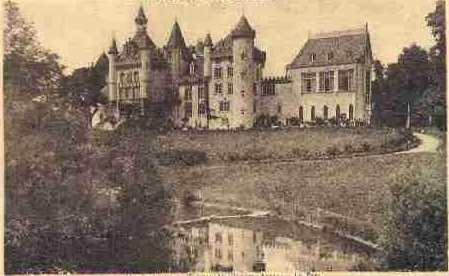
Замок Клавьер
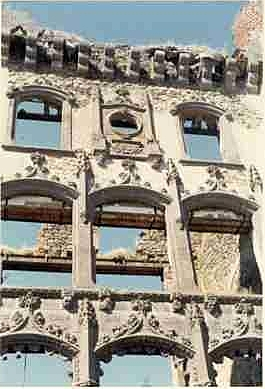
Замок Клавьер (руины фасада)
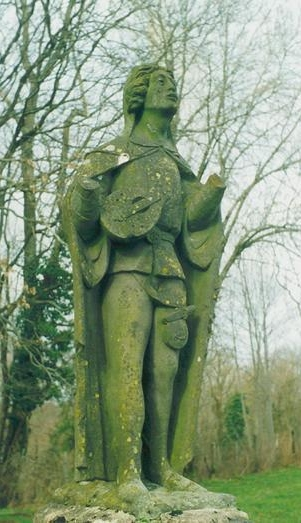
Замок Клавьер (статуя трубадура)
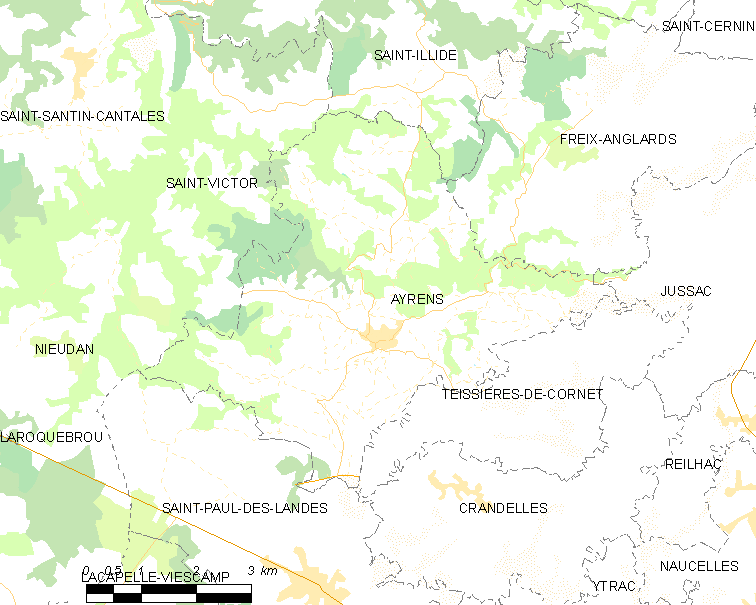
Карта коммуны